# Aguilares (San Salvador)
Aguilares è un comune del dipartimento di San Salvador, in El Salvador.

## Monumenti e luoghi d'interesse
- Cihuatán, sito archeologico precolombiano mesoamericano legato alla civiltà Maya e monumento archeologico nazionale